# Ron Backes
Ronald Lee « Ron » Backes  (né le 19 février 1963 à Saint Cloud) est un athlète américain, spécialiste du lancer du poids.

## Biographie
En 1991, lors des Championnats du monde en salle de Séville, Ron Backes se classe troisième du concours du lancer du poids, derrière le Suisse Werner Günthör et l'Autrichien Klaus Bodenmüller, avec un jet à 20,06 m. 
Il remporte les Championnats des États-Unis d'athlétisme en 1991 (19,80 m).

### Palmarès
| Date | Compétition                    | Lieu         | Résultat | Marque  |
| ---- | ------------------------------ | ------------ | -------- | ------- |
| 1987 | Championnats du monde en salle | Indianapolis | 6e       | 20,02 m |
| 1991 | Championnats du monde en salle | Séville      | 3e       | 20,06 m |
| 1991 | Championnats du monde          | Tokyo        | 8e       | 19,34 m |
| 1992 | Jeux olympiques                | Barcelone    | 10e      | 19,75 m |

### Records
| Épreuve         | Épreuve   | Performance | Lieu          | Date         |
| --------------- | --------- | ----------- | ------------- | ------------ |
| Lancer du poids | Plein air | 21,02 m     | San José      | 28 mai 1988  |
| Lancer du poids | Salle     | 21,01 m     | Oklahoma City | 15 mars 1986 |